# 黎卉淇
黎卉淇（1985年8月17日—），台灣艺人。於2007年參加台灣台視主辦的歌唱選秀節目《超級偶像》第1季，並獲得第7名。

## 比賽經歷
- 超級偶像第一屆第七名

## 音樂作品

### 單曲
- 超級偶像 10強首唱《Dreams come true/美夢成真》 經典EP
  - track02: 舞孃

## 戲劇
- 2014年 光環之后 飾 寶寶
- 2018年 單身有約 飾 陶喜

## MV
- 2009年 張芸京《讓我照顧你》